# Чайна-Гроув (Техас)
Чайна-Гроув (англ. China Grove) — місто (англ. town) в США, в окрузі Беар штату Техас. Населення — 1141 особа (2020).

## Географія
Чайна-Гроув розташована за координатами 29°23′35″ пн. ш. 98°20′44″ зх. д. / 29.39306° пн. ш. 98.34556° зх. д. (29.392923, -98.345575).  За даними Бюро перепису населення США в 2010 році місто мало площу 11,06 км², з яких 10,99 км² — суходіл та 0,07 км² — водойми.

## Демографія
Згідно з переписом 2010 року, у місті мешкало 1179 осіб у 427 домогосподарствах у складі 355 родин. Густота населення становила 107 осіб/км².  Було 448 помешкань (41/км²).
Расовий склад населення:
| - 84,2 % — білих - 6,2 % — чорних або афроамериканців - 0,8 % — корінних американців - 0,3 % — азіатів - 6,4 % — осіб інших рас |

До двох чи більше рас належало 2,0 %. Частка іспаномовних становила 34,4 % від усіх жителів.
За віковим діапазоном населення розподілялося таким чином: 18,4 % — особи молодші 18 років, 65,3 % — особи у віці 18—64 років, 16,3 % — особи у віці 65 років та старші. Медіана віку мешканця становила 47,7 року. На 100 осіб жіночої статі у місті припадало 97,8 чоловіків;  на 100 жінок у віці від 18 років та старших — 100,0 чоловіків також старших 18 років.
Середній дохід на одне домашнє господарство  становив 96 721 долар США (медіана — 91 250), а середній дохід на одну сім'ю — 109 361 долар (медіана — 105 074). Медіана доходів становила 51 331 долар для чоловіків та 43 750 доларів для жінок. За межею бідності перебувало 3,1 % осіб, у тому числі 5,6 % дітей у віці до 18 років та 5,0 % осіб у віці 65 років та старших.
Цивільне працевлаштоване населення становило 768 осіб. Основні галузі зайнятості: освіта, охорона здоров'я та соціальна допомога — 20,3 %, будівництво — 12,4 %, виробництво — 11,1 %, транспорт — 10,7 %.